# اندیس جنوب غرب سلطان میدان
جنوب غرب سلطان میدان یک اندیس فلزی است که در حوالی شهر مشکان استان خراسان قرار دارد و مادهٔ معدنی موجود در آن، مس است.سنگ میزبان این اندیس توف است و دیرینگی آن به دوران ائوسن می‌رسد. 